# Грани театра масс
«Грани театра масс» — высшая профессиональная премия в области массовых форм театрального искусства. Учреждена в 2005 году общественной организацией «Союз театральных деятелей Российской Федерации». Вручается один раз в год, в рамках празднования Международного дня театра, в Москве или Санкт-Петербурге.

## Номинирование

### Основные номинации
- Лучший праздник государственного значения
- Лучший региональный праздник
- Лучший патриотический праздник
- Лучший национальный праздник
- Лучший праздник — День Города
- Лучший благотворительный праздник
- Лучший профессиональный праздник
- Лучшее представление для детей и юношества
- Лучшее массовое спортивно-зрелищное мероприятие

### Частные номинации
- Лучшая работа режиссёра — присуждается режиссёру-постановщику праздника-представления
- Лучшая спортивная/цирковая режиссура — присуждается режиссёру спортивных или цирковых представлений, а также фрагментов представлений
- Лучшая сценография — присуждается художнику-постановщику (сценографу)
- Лучшая драматургия — присуждается автору сценария (драматургу)
- Лучшая хореография — присуждается хореографу/балетмейстеру
- Лучшее музыкальное оформление — присуждается композитору (музыкальному руководителю, главному дирижёру, музыкальному редактору)
- Лучшие спецэффекты — присуждается компаниям, фирмам и специалистам, осуществляющим техническое обеспечение представлений
- Лучший продюсер — присуждается продюсеру, способствовавшему осуществлению самых грандиозных представлений года, отмеченных премиями в основных номинациях
- Лучший творческий дебют — присуждается режиссёрам, сценаристам, художникам-постановщикам и иным ключевым специалистам за первый успешный опыт работы в жанре массовых форм театрального искусства, имевший широкий общественный резонанс

### Специальные номинации
- За вдохновенное служение театру масс
- За поддержку российского театра масс

## Правила и вручение премии
Каждый год, не позднее 1 декабря, дирекция премии представляет учредителям проект состава жюри из числа ведущих деятелей искусства России.
По итогам конкурсного отбора и оценке по 10-балльной шкале, жюри определяет лауреатов премии в основных и частных номинациях. Лауреаты специальных премий определяются результатами тайного или открытого голосования членов жюри.
На соискание премии могут быть выдвинуты работы российских постановщиков и работы совместные с зарубежными постановщиками.
Оглашение решения жюри и вручение премии происходит на специальной церемонии, в рамках празднования Международного дня театра в одном из театров или концертных залов Москвы или Санкт-Петербурга. Лауреатам премии вручаются: статуэтка из горного хрусталя и позолоченной латуни, нагрудный знак лауреата премии, именной сертификат с указанием номинации.

## Обладатели премии
2005
Номинация «За вдохновенное служение Театру масс»
1. Народный артист России — Петров Б. Н.
2. Заслуженный деятель искусств России — Рубб А. А.

2006
Номинация «За вдохновенное служение Театру масс»
1. Народный артист СССР — Моисеев И. А.
2. Народный артист России — Голубовсский Б. Г.
3. Заслуженный деятель искусств России — Лактионов Н. Ф.
4. Народный артист России — Орлов О. Л.

Номинация «За подготовку и проведение торжественных и художественных акций государственного значения»
1. Народный артист России — Глазов Е. А.

Номинация «За лучшую режиссуру»
1. народный артист России — Радун В. И.

Номинация «Лучшая постановка»
1. Заслуженный работник культуры России — Березин А. И., Романова П.

Номинация «За режиссуру театрализованного концерта»
1. Заслуженный деятель искусств России — Дёмин В. Л.

Номинация «Лучшая сценография»
1. Заслуженный деятель искусств России — Белов Г. А., Белов А. Г.

Номинация «Лучшая драматургия»
1. Драматург и поэтесса — Никулина М. М.

Номинация «Лучшая спортивная режиссура»
1. Академик — Алексеев В. А.
2. Заслуженный работник культуры России — Фролов А. С.

Номинация «Лучший дебют»
1. Режиссёр — Евдокимов А. П.

Номинация «За национальную самобытность»
1. Заслуженная артистка России — Рыбалченко С., Киселев В.

2007
Церемония вручения премии состоялась в Концертном зале им. Чайковского в конце марта.
Номинация «За вдохновенное служение Театру масс»
1. Заслуженный артист РСФСР, заслуженный деятель искусств России — Нагли М. В.

Номинация «За лучшую режиссуру»
1. Народный артист России — Гатов Л. Г.

Номинация «За подготовку и проведение торжественных и художественных акций государственного значения»
1. Заслуженный деятель искусств России — Гарнизов А. А., Гримм А. С.

Номинация «Лучший художник-постановщик»
1. Заслуженный художник России — Мальков А. П.

Номинация «За лучшую хореографию»
1. Народный артист СССР — Шаповалов И. А.

Номинация «За лучшее представление для детей/юношества»
1. Заслуженный деятель искусств России — Шинкарёв В. С.

Номинация «За лучшую постановку на малой родине»
1. Тытюк М. Н., Пастернак А. С., Андреев А., Телеева И. И., Павлов М. М., Беляева Л.

Номинация «За лучший театрализованный концерт для детей»
1. Заслуженный работник культуры России — Юдахина О., Жиганов И.

2008
Церемония вручения премии состоялась в Концертном зале Московского городского Дворца Пионеров.
Номинация «За вдохновенное служение театру масс»
1. Заслуженный деятель искусств России — Силин А. Д.

Номинация «За подготовку и проведение торжественных и художественных акций государственного значения»
1. Заслуженный деятель искусств России — Халилов В. М.

Номинация «Лучшая режиссура»
1. Заслуженный деятель искусств Российской Федерации — Андреев В. О.

Номинация «Лучшая сценография»
1. Заслуженный художник России — Гиссен П. Л.

Номинация «Лучший балетмейстер-постановщик»
1. Заслуженный работник культуры России — Суворова М. Н.

Номинация «За национальную самобытность»
1. Амелина А. С.

Номинация «Лучшее представление на малой родине»
1. Кузнецова Е. Н.

Номинация «Лучшие специальные сценические эффекты»
1. Жуков Е. Н.

Номинация «За вдохновенное служение Театру масс»
1. Кафедра режиссуры театрализованных представлений Московского государственного Университета культуры и искусств, в связи с 35-летием основания

2009
Церемония вручения премии состоялась в Большом Конференц Зале Мэрии Москвы.
Номинация «Лучший праздник государственного значения»
1. Продюсерский центр «Аллегро»

Номинация «Лучший патриотический праздник»
1. "Творческое объединение «Карнавал Стиль 91»

Номинация «Лучший региональный праздник»
1. Министерство культуры Удмартской Республики

Номинация «Лучший праздник „День города“»
1. Главное управление культуры Администрации города Красноярска

Номинация Номинация «Лучший профессиональный праздник»
1. Фонд «Культура и общество»

Номинация «Лучший массовый спортивно-зрелищный праздник»
1. Министерство культуры Чувашской Республики

Номинация «За вдохновенное служение Театру масс»
1. Заслуженный деятель науки России — Альшиц Д. Н. (Даниил АЛЬ)

2010-2011
Церемония вручения премии состоялась в Петровском Путевом Дворце.
Номинация «За вдохновенное служение Театру масс»
1. Федосеев О. А.

Номинация «Лучший патриотический праздник»
1. Рахлинская В. Ю.

Номинация «Лучший региональный праздник»
1. Заслуженный работник культуры России — Березин А. И., и Моисеенко Ю. П.

Номинация «Лучший национальный праздник»
1. Федоров А. С., Андреева Л. К., Толбонова Н. С., Катаков С. Ф., Корякина А. Н., Яковлев В. Ф.

Номинация «Лучший День города»
1. Заслуженный артист России — Шибагутдинов Е. Е., Заслуженный деятель искусств РФ — Белов Г. А., Заслуженный художник РФ — Гримм А. С., Малыхин А.

Номинация «Лучший спортивный праздник»
1. заслуженный работник культуры РФ — Алексеева Л. А., Цыбарева Л. А., Цыбарева Л. А., Тер-Казарова С. В.

Номинация «Лучшее представление для детей и юношества»
1. Фролов А.С, Андреев В. В., Куранова Л. Н., Мацков В. Г., Максимова Н. Г., Клятова Н. И., Нисловская Л. А., Ерошкин А. В., Доброва И. В., Панфилов В. В.)

Номинация «Лучший Театр на открытом воздухе»
1. Заслуженный работник культуры- Калашников А.Н.  Кулаковский А.Э..  Заслуженный тренер РФ — Хайцер Т. А., Заслуженный тренер РФ — Эйдис Б., Хромаков М., Макаров В., Кулаковская Т., Мальковская О., Суетин В. Н., Спирин Е., Филин В. А.

Номинация «Лучший режиссёр Театра масс»
1. Заслуженный артист России — Комин С. М.
2. Народный артист России Глазов Е. А.

Номинация «Лучший художник Театра масс»
1. Трофимова М. А.

Номинация «Лучший патриотический праздник»
1. Попов В. Ю., Соловьева О. Н., Кириллов Г. Д., Ильин А.В
2. Мордасов А. А.
3. Заслуженный артист России — Осадчий С. В., Скрипка Н. С., Плетнев О. В., Коваленко Т. Л.
4. Паршин Ю. М., Бальзанникова Е. В., Паршин Ю. М.
5. Заслуженный работник культуры Российской Федерации — Гапонец О., Каиль И., Уткин А.

Номинация «Лучший региональный праздник»
1. Савченко А. В., Сеитова И. А., Кононович О. М., Филиппова Е. В.
2. Куница С. В., Трофимова М. А., Фоминых Л. А., Департамент культуры Краснодарского края.

Номинация «Лучший национальный праздник»
1. Войтенко С. И., Комарова М. В., Сухотина Е. И.
2. Заслуженный деятель искусств РФ — Священко В. Н., Трофимова М. А., Ярешко В. С., Золина Г. Д.

Номинация «Лучший День города»
1. Будкарь Н. Н., Пугин А. Г., Рябушко Т. В., Матвеев А. П., Федькин В. Ю., Земцова М. В.
2. Тарабрина Л. А., Гузева Л. Н., Назина М. А., Пудакова М. В., Смирнова К. В. , Соловьева Н. К.

Номинация «Лучший спортивный праздник»
1. Наумова Н. Е., Тирацуян Л. А., Асмаев С. М., Алексеев В. А.
2. Заслуженный артист РФ, Народный артист Республики Тыва — Ооржак А. К., Заслуженный художник РФ и Республики Тыва — Шульга В. П., Народный художник Республики Тыва — Шалык Н. К., Заслуженный артист Республики Тыва — Кан-оол Л. О.

Номинация «Лучшее представление для детей и юношества»
1. Чадова-Скрябина О. Г., Мелентьева Е. В., Василькова И. В.
2. Герасимова О. А., Захарова А. С., Шелудякова Т. Т., Афанасьевна Н. Ю., Петрова Л. В.

Номинация «Лучший Театр на открытом воздухе»
1. Донченко Д. М., Иванов Д. В., Чазова Е. И., Назаров В. Е.

Номинация «Лучший режиссёр Театра масс»
1. Мордасов А. А.
2. Заслуженный деятель искусств РФ — Зыков А. Н.
3. Паршин Ю. М.
4. Наумова Н. Е.

Номинация «Лучший драматург Театра масс»
1. Заслуженный артист Республики Тыва — Кан-оол Л. О.
2. Иванов Д. В.
3. Паршин Ю. М.
4. Фоминых Л.

Номинация «Лучший художник Театра масс»
1. Чазова Е. И.
2. Цыбарева Л. А.
3. Тирацуян Л. А.
4. Соловьева О. Н.

Номинация «Лучший хореограф Театра масс»
1. Заслуженный артист России — Осадчий С. В.
2. Катаков С. Ф.
3. Асмаев С. М.
4. Заслуженный артист России — Кубарь Н., Зенцова А.

Номинация «Лучшее музыкальное оформление»
1. Коваленко Т. Л.
2. Макаров В.
3. Ильин А. В.

Номинация «За вдохновенное служение Театру масс»
1. Заслуженный работник культуры РФ — Гапонец О. А.

Номинация «Лучший творческий дебют»
1. Иванова Е. О.

Номинация «Лучший спортивный праздник»
1. Черномордина Т. Ф.

Номинация «Лучшее представление для детей и юношества»
1. Герасимова О. А.

Номинация «Лучший творческий дебют»
1. Сулейманова Е.
2. Енилеева Н.

2012
Церемония вручения премии состоялась в Концертном зале Московского городского Дворца Пионеров.
Номинация «За вдохновенное служение Театру масс»
1. Лауреат Государственной премии СССР и Премии Правительства Москвы, заслуженный деятель искусств Р. Ф. — Вандалковский Е. В.

Номинация «Лучший патриотический праздник»
1. Правительство Волгоградской области и Министерство культуры Волгоградской области — министр Гепфнер В. П., заслуженный деятель искусств РФ — Комарова М. В., заслуженная артистка России — Байкова Л. Е., заслуженный работник культуры РФ — Трозанова А. Д., Стеценко А., Селенко Е., Воронцов С., «MF-GROUP».

Номинация «Лучшее массовое спортивно-зрелищное мероприятие»
1. Большаков Д. К., Алексеев В. А., Кочеткова И. Ю.

Номинация «Лучший национальный праздник»
1. Заслуженный работник культуры Украины — Бинус А. М., Кузнецов Д. П., Бинус А. М., Косьмина Я. Ю.

Номинация «Лучший праздник на малой родине»
1. Народный артист Р. Ф. — Орлов О. Л., Павлов М. М., Телеева И. И., Корнева Л. Л.

Номинация «Лучший театрализованный юбилейный концерт»
1. Народная артистка России, Лауреат Премии Правительства РФ, — Пермякова А. А., заслуженный артист России Гаврилов Н. К., Гречишникова Л. Н.

Номинация «Лучший художник-постановщик Театра масс»
1. Белов А. Г.

Номинация «Лучший хореограф Театра масс»
1. Заслуженная артистка России — Байкова Л. Е.

Номинация «Лучший продюсер Театра масс»
1. Грушин М. Ю.

Номинация «Лучший патриотический праздник»
1. Министерство культуры Республики Бурятия — министр Цыбиков Т. Г., народные артисты РБ, заслуженные работники культуры России — Жамбалова Э. З., и Жамбалов С. Ц., заслуженный работник культуры РФ — Шабаганова Л. Л., заслуженный работник культуры РФ — Овчинникова Л. Д., заслуженный работник культуры Республики Бурятия — Дондокова Д. Д., Шершнева С. Н.
2. Грушин М. Ю., Маталина Т. Н., Хлебников С. Д., Демидов М. С.

Номинация «Лучший национальный праздник»
1. Народный художник РТ — Шалык Н. К., заслуженный артист РТ — Кан-оол Л. О., заслуженная артистка РФ — Куулар А. Ш.

Номинация «Лучший праздник на малой родине»
1. Тюльпин В. Э., Зайцева Л. Е., Космин Д. В., Рупасова М. Б., Янчишина О. П., Шмыкова Е., Маркина О. Н., Янчишина О. П., Уткина Н. Э.

Номинация «Лучшее театрализованное представление малых форм»
1. Народный артист РФ — Орлов О. Л., Павлов М. М., Телеева И. И., Корнева Л. Л.
2. Криволапова З. К., Усов А. В., Воронцов А. А., Шевелева Т. В., Клевцова Ж. И., Никитина Н. Н., Родионова И. И., Церелунова М.
3. Пшеничникова Р. И., Хамаганов Т. К., Хамаганов Т. К., Лапина Р. А., Филинов М. В.

Номинация «Лучший театрализованный юбилейный концерт»
1. Паршин В. Г., Вербицкая Л. И., Черкашина М. Г., Комбарова В., Силантьев А., Литовченко Э.

Номинация «Лучший профессиональный праздник»
1. Сапрыгина Н. П., Черномордина Т. Ф., Филимонова Н. А., Евдокимов А., Сухотина Е. И., Бударин В. А.
2. Заслуженный артист России — Комин С. М., Чистяков А. В., Нагайцев М. Д., Панина Е. В., Рябенкова А., Арутюнова В., Морозова М.
3. Давыдова Т. Н., Никулина М. М., Алексеева С. А., Федорова Ю. А.

Номинация «Лучшее представление для детей и юношества»
1. Народный артист России — Глазов Е. А., заслуженная артистка России — Байкова Л. Е., Дударь О. В., Кривцов В. Г., Белов А. Г.
2. Мацюра А. А., Лапаева О. Т., Кондратьева С. А.
3. Заслуженный работник культуры РФ — Папенина Л. Н., Князева Т. Н., Иванов В. М., Заворотинский А. Н..

Номинация «Лучший режиссёр Театра масс»
1. Народные артисты РБ, заслуженные работники культуры России — Жамбалова Э. З. и Жамбалов С. Ц..
2. Заслуженная артистка РФ — Куулар А. Ш.
3. Мацюра А. А.
4. Шароева И. И.

Номинация «Лучший драматург Театра масс»
1. Кривцов В. Г., Глазов Е. А.
2. Заслуженный артист РТ — Кан-оол Л. О.

Номинация «Лучший художник Театра масс»
1. Косьмина Я. Ю.
2. Наталья А. Ф.
3. Лапаева О. Т.

Номинация «Лучший хореограф Театра масс»
1. Заслуженный работник культуры РФ — Шабаганова Л. Л.
2. Заслуженный работник культуры РФ — Овчинникова Л. Д.
3. Шершнева С. Н.
4. Кочеткова И. Ю.

Номинация «Лучший продюсер Театра масс»
1. Тюльпин В. Э.
2. Бударин В. А.

Номинация «Лучший творческий дебют»
1. Минаева Е. А., Митникова Д. В., Доронин П. В.

2013
7 ноября 2013 г., Синий зал СТД РФ на Страстном бульваре
Номинация «За вдохновенное служение Театру масс»
1. Народный артист России, заслуженный деятель искусств Р. Ф. — Хорошевцев Е. А.
2. Народный артист России Овсянников П. Б.
3. Увенчиков И. М.
4. заслуженный деятель искусств Р. Ф. — Андреев В. О.

Номинация «За поддержку российского Театра масс»
1. Заслуженный энергетик Р. Ф. — Бударгин О. М.

Номинация «Лучший патриотический праздник»
1. Кальницкая Е. Я.
2. Залдастанов А. С.
3. Ходжаева И. В.

Номинация «Лучший День города»
1. Федосеев О. А.

Номинация «Лучший региональный праздник»
1. Министерство культуры Калининградской области, министр — Кондратьева С. А.

Номинация «Лучший спортивный праздник»
1. Министерство культуры Чувашской Республики, министр — Ефимов В. П., Матросов М. Ю.

Номинация «Лучший профессиональный праздник»
1. Соловьев М. Ю.

Номинация «Лучший Театр на открытом воздухе»
1. Воронин В. В.

Номинация «Лучший фестивальный проект»
1. Заслуженный деятель культуры Ханты-Мансийского автономного округа — Чабанец Л. П.